# Ferdinandusa schultesii
Ferdinandusa schultesii là một loài thực vật có hoa trong họ Thiến thảo. Loài này được Steyerm. mô tả khoa học đầu tiên năm 1972.